# Іммерат (Рейнланд-Пфальц)
Іммерат (нім. Immerath) — громада в Німеччині, розташована в землі Рейнланд-Пфальц. Входить до складу району Вульканайфель. Складова частина об'єднання громад Даун.
Площа — 5,95 км2. Населення становить 217 ос. (станом на 31 грудня 2020).